# Wire Daisies
Wire Daisies ist eine britische Pop-Band mit Singer-Songwriter-Qualitäten aus Cornwall (Südwestengland), bestehend aus vier Mitgliedern.

## Geschichte
Während Morris, Jackson und Evans sich bereits aus der Szene kannten, lernten sie Ol Beach 1999 auf einer der vielen Sonnenfinsternis-Partys kennen. Die tatsächliche Zusammenarbeit begann dann 2002. Mit der Idee, ein paar Songs zu erarbeiten, setzten sie sich mit Joao de Silva (Bass) auf einer Farm in Cornwall zusammen und hatten nach einem halben Jahr genug Material, um damit mehr als ein Album zu füllen.
Für den nächsten Schritt ihrer Entwicklung ließen sie sich vom Vater des Bandmitglieds Ol Beach, dem Queen-Manager Jim Beach, beraten, der sie mit dem Produzenten John Cornfield (Muse, Supergrass, Oasis) zusammenbrachte. Cornfield erkannte das Potenzial der Gruppe und nahm mit ihnen Mitte 2003 ihr erstes Album „Just Another Day“ in seinem Sawmills Studio auf. Unterstützt und gefördert wurden sie durch den Queen-Schlagzeuger Roger Taylor. 2004 bekamen Wire Daisies schließlich einen Plattenvertrag beim Online-Plattenlabel Transistor Project, welches ihre Musik über das Internet vertreibt.
Ihre Auftritte 2004 bei den Rock am Ring/Rock-im-Park-Festivals und beim Jazz-Festival in Montreux steigerten ihren Bekanntheitsgrad beträchtlich und brachten ihnen große Erfolge in den iTunes-Charts verschiedener Länder Europas. So stieg das Album nach der Download-Veröffentlichung im September 2004 in den englischen und französischen iTunes-Charts auf Platz 1 ein, in Deutschland schafften sie den Sprung in die Top 20. Vorangetrieben durch diesen Erfolg traten sie im Oktober 2004 zusammen mit James Blunt bei den Digital Music Awards auf. Während der anschließenden Tournee durch Großbritannien spielten sie sowohl als Haupt-Act als auch im Vorprogramm von Melanie C.
Mit Erscheinen der Single „Everyman“ Anfang 2005 nahm BBC-Radio den Song in ihre Playlist auf. Mit der Folge, dass sie die Top 20 der britischen Airplay-Charts erreichte.
Im Frühjahr 2005 unterzeichnete die Gruppe einen Plattenvertrag zur Zusammenarbeit mit EMI Music, die mit der europaweiten Publikation des Debütalbums am 26. September 2005 in Deutschland begann.
Im April 2006 begleitete die Band Robbie Williams als Vorgruppe in Südafrika bei dessen Start zu seiner Welttournee.
Der Bandname entstand, als in den Anfängen der Zusammenarbeit Gitarrist Evans die Saiten seiner Gitarre im Beisein der anderen abschnitt und auf einem Tisch verteilte. Es entstand ein Gebilde, das aussah wie Gänseblümchen aus Draht.

## Diskografie

### Alben
- 2005: Just Another Day
- 2007: Wire Daisies

### Singles
- 2005: Everyman